# Charbonnières-les-Vieilles
Charbonnières-les-Vieilles est une commune française, située dans le département du Puy-de-Dôme, en région Auvergne-Rhône-Alpes. Elle fait partie de l'aire d'attraction de Clermont-Ferrand.

## Géographie

### Localisation
La Commune située deux région naturel, la chaîne des Puys et les Combrailles. Charbonnières-les-Vieilles porte une trace impressionnante de l'activité volcanique passée de la région : le gour de Tazenat, lac presque parfaitement circulaire et qui n'est autre qu'un maar.
Le territoire de la commune, composé de 42 hameaux, s'étend sur une superficie totale de 3 262 hectares.
Ses communes limitrophes sont :
| Blot-l'Église |                            | Saint-Hilaire-la-Croix Montcel |
| Saint-Angel   | Charbonnières-les-Vieilles | Combronde                      |
| Manzat        | Loubeyrat                  | Teilhède                       |

### Climat
Pour des articles plus généraux, voir Climat d'Auvergne-Rhône-Alpes et Climat du Puy-de-Dôme.
En 2010, le climat de la commune est de type climat des marges montargnardes, selon une étude du Centre national de la recherche scientifique s'appuyant sur une série de données couvrant la période 1971-2000. En 2020, Météo-France publie une typologie des climats de la France métropolitaine dans laquelle la commune est exposée à un climat de montagne ou de marges de montagne et est dans une zone de transition entre les régions climatiques « Ouest et nord-ouest du Massif Central » et « Nord-est du Massif Central ». 
Pour la période 1971-2000, la température annuelle moyenne est de 9,5 °C, avec une amplitude thermique annuelle de 15,5 °C. Le cumul annuel moyen de précipitations est de 842 mm, avec 10,5 jours de précipitations en janvier et 7,8 jours en juillet. Pour la période 1991-2020, la température moyenne annuelle observée sur la station météorologique de Météo-France la plus proche, « Saint-Gervais-d'Auvergne », sur la commune de Saint-Gervais-d'Auvergne à 14 km à vol d'oiseau, est de 9,8 °C et le cumul annuel moyen de précipitations est de 825,6 mm,. Pour l'avenir, les paramètres climatiques de la commune estimés pour 2050 selon différents scénarios d'émission de gaz à effet de serre sont consultables sur un site dédié publié par Météo-France en novembre 2022.

## Urbanisme

### Typologie
Au 1er janvier 2024, Charbonnières-les-Vieilles est catégorisée commune rurale à habitat dispersé, selon la nouvelle grille communale de densité à sept niveaux définie par l'Insee en 2022.
Elle est située hors unité urbaine. Par ailleurs la commune fait partie de l'aire d'attraction de Clermont-Ferrand, dont elle est une commune de la couronne,. Cette aire, qui regroupe 209 communes, est catégorisée dans les aires de 200 000 à moins de 700 000 habitants,.

### Occupation des sols
L'occupation des sols de la commune, telle qu'elle ressort de la base de données européenne d’occupation biophysique des sols Corine Land Cover (CLC), est marquée par l'importance des territoires agricoles (74 % en 2018), une proportion sensiblement équivalente à celle de 1990 (74,5 %). La répartition détaillée en 2018 est la suivante : prairies (49,2 %), zones agricoles hétérogènes (24,7 %), forêts (23 %), zones urbanisées (1,9 %), eaux continentales (1,1 %). L'évolution de l’occupation des sols de la commune et de ses infrastructures peut être observée sur les différentes représentations cartographiques du territoire : la carte de Cassini (XVIIIe siècle), la carte d'état-major (1820-1866) et les cartes ou photos aériennes de l'IGN pour la période actuelle (1950 à aujourd'hui).

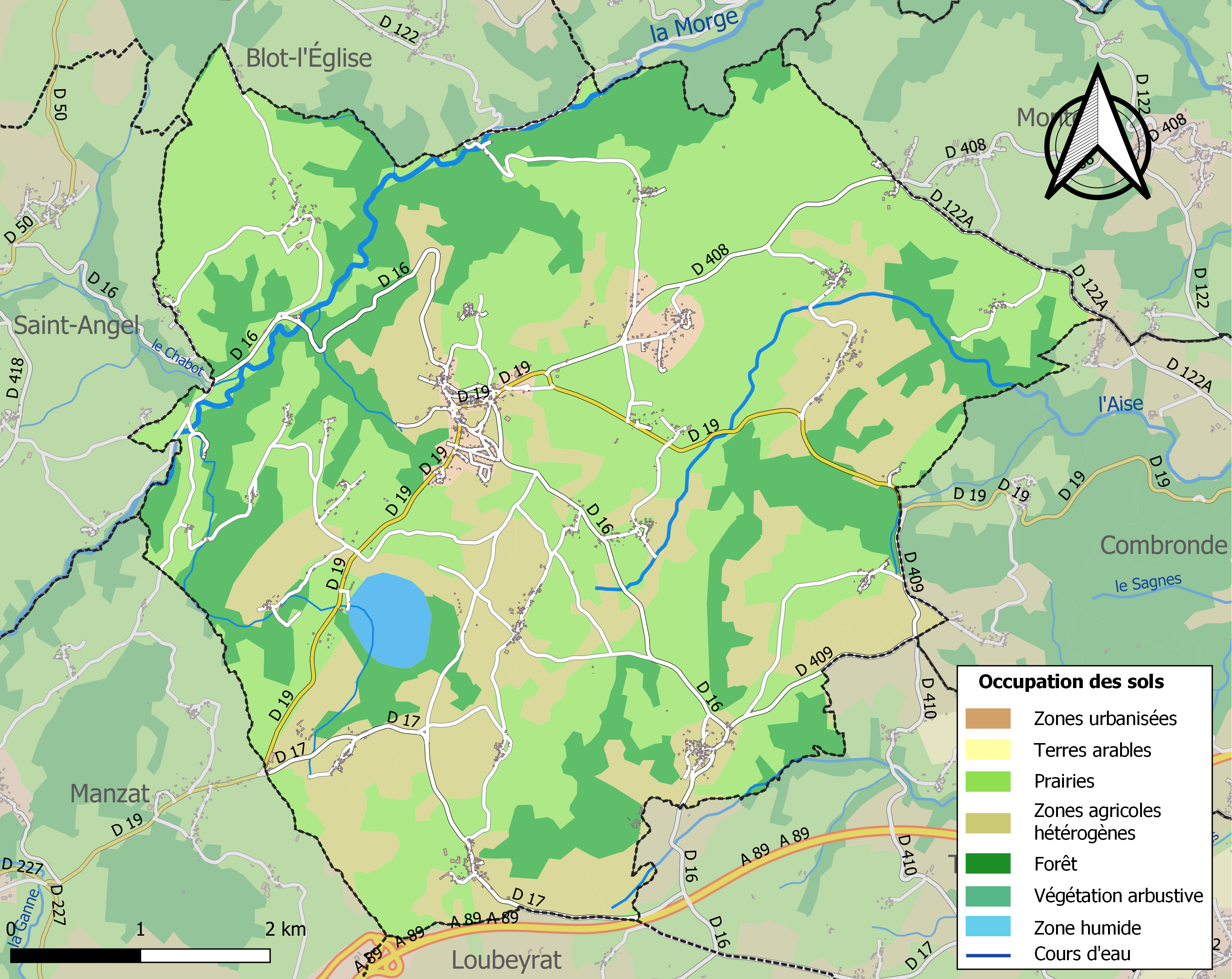
Carte des infrastructures et de l'occupation des sols de la commune en 2018 (CLC).

### Voies de communication et transports
La route départementale 19 (reliant Manzat à Combronde) traverse la commune, en passant à proximité du site du gour de Tazenat.
La commune est également traversée par les routes départementales 16 (reliant Blot-l'Église au nord-ouest et Loubeyrat au sud, en passant par le bourg et le hameau de la Brousse), 17 (reliant La Prade, à la limite avec Manzat sur la D 19, à Teilhède en desservant les hameaux des Forges et de Chanteloup), 408 (du bourg vers Montcel) et 409.

## Toponymie
Le nom du village constitue le meilleur témoignage de son histoire. Il est en effet aisé de voir qu'il fut fondé autour d'anciennes charbonnières ou charbonneries[style à revoir]. Le terme désignait, autrefois, un « endroit où l'on fait du charbon de bois », une clairière d'une forêt (que l'on avait parfois défrichée) où des ouvriers fabriquaient du charbon de bois. Celui-ci était utilisé pour le chauffage et l'alimentation en combustible des forges et des fonderies de fer; les cendres servaient à la fabrication du verre ou au lavage des tissus.

## Histoire
En 2010, un habitant de la commune a découvert un souterrain-refuge d'époque médiévale au lieu-dit Chauviat. Des fouilles ont eu lieu sous l'égide de la direction régionale des Affaires culturelles d'Auvergne (sous la responsabilité de Frédéric Surmely). La cavité, creusée dans les tufs friables, faisait une quarantaine de mètres de long et comportait trois accès. De nombreux objets (céramique, étrier, ossements d'animaux, bulle papale) ont été découverts, permettant de dater la structure de la période fin XIIIe-début XIVe siècle.

## Héraldique
| Blason de Charbonnières-les-Vieilles | Blason  | D'azur à trois bandes d'argent chargées de sept charbons de sable enflammés de gueules 2, 3 et 2. |
| Blason de Charbonnières-les-Vieilles | Détails | Le statut officiel du blason reste à déterminer.                                                  |

## Politique et administration

### Découpage territorial
La commune de Charbonnières-les-Vieilles est membre de la communauté de communes Combrailles Sioule et Morge, un établissement public de coopération intercommunale (EPCI) à fiscalité propre créé le 1er janvier 2017 dont le siège est à Manzat. Ce dernier est par ailleurs membre d'autres groupements intercommunaux. Jusqu'en 2016, elle faisait partie de la communauté de communes Manzat communauté.
Sur le plan administratif, elle est rattachée à l'arrondissement de Riom, à la circonscription administrative de l'État du Puy-de-Dôme et à la région Auvergne-Rhône-Alpes. Jusqu'en mars 2015, elle faisait partie du canton de Manzat.
Sur le plan électoral, elle dépend du canton de Saint-Georges-de-Mons pour l'élection des conseillers départementaux, depuis le redécoupage cantonal de 2014 entré en vigueur en 2015, et de la deuxième circonscription du Puy-de-Dôme pour les élections législatives, depuis le dernier découpage électoral de 2010 (sixième circonscription avant 2010).

### Élections municipales et communautaires

#### Élections de 2020
Le conseil municipal de Charbonnières-les-Vieilles, commune de plus de 1 000 habitants, est élu au scrutin proportionnel de liste à deux tours (sans aucune modification possible de la liste), pour un mandat de six ans renouvelable. Compte tenu de la population communale, le nombre de sièges à pourvoir lors des élections municipales de 2020 est de 15. Les quinze conseillers municipaux, issus d'une liste unique, sont élus au premier tour, le 15 mars 2020, avec un taux de participation de 55,91 %.
Deux sièges sont attribués à la commune au sein du conseil communautaire de la communauté de communes Combrailles Sioule et Morge.

#### Chronologie des maires
| Période                                  | Période                         | Identité               | Étiquette | Qualité                                                            |
| ---------------------------------------- | ------------------------------- | ---------------------- | --------- | ------------------------------------------------------------------ |
| Les données manquantes sont à compléter. |                                 |                        |           |                                                                    |
| maire en 1951                            |                                 | Pierre-Lucien Dumas    | SFIO      | Cultivateur exploitant                                             |
| 2001                                     | mars 2014                       | Jacques Jarlier        |           |                                                                    |
| 30 mars 2014                             | 6 octobre 2017                  | Jacques-Bernard Magner | PS        | Professeur des écoles, sénateur (2011-2023)                        |
| 6 octobre 2017                           | En cours (au 17 septembre 2021) | Michaël Baré           | PS        | Attaché territorial Suppléant de la députée Christine Pirès-Beaune |

## Population et société

### Démographie
L'évolution du nombre d'habitants est connue à travers les recensements de la population effectués dans la commune depuis 1793. Pour les communes de moins de 10 000 habitants, une enquête de recensement portant sur toute la population est réalisée tous les cinq ans, les populations de référence des années intermédiaires étant quant à elles estimées par interpolation ou extrapolation. Pour la commune, le premier recensement exhaustif entrant dans le cadre du nouveau dispositif a été réalisé en 2005.

En 2022, la commune comptait 1 161 habitants, en évolution de +7,6 % par rapport à 2016 (Puy-de-Dôme : +2,1 %, France hors Mayotte : +2,11 %).
| 1793  | 1800  | 1806  | 1821  | 1831  | 1836  | 1841  | 1846  | 1851  |
| ----- | ----- | ----- | ----- | ----- | ----- | ----- | ----- | ----- |
| 1 694 | 1 796 | 1 831 | 2 028 | 2 159 | 2 151 | 2 284 | 2 344 | 2 393 |

| 1856  | 1861  | 1866  | 1872  | 1876  | 1881  | 1886  | 1891  | 1896  |
| ----- | ----- | ----- | ----- | ----- | ----- | ----- | ----- | ----- |
| 2 332 | 2 396 | 2 345 | 2 212 | 2 262 | 2 320 | 2 216 | 2 184 | 2 071 |

| 1901  | 1906  | 1911  | 1921  | 1926  | 1931  | 1936  | 1946  | 1954 |
| ----- | ----- | ----- | ----- | ----- | ----- | ----- | ----- | ---- |
| 2 039 | 2 050 | 2 040 | 1 726 | 1 537 | 1 382 | 1 273 | 1 042 | 970  |

| 1962 | 1968 | 1975 | 1982 | 1990 | 1999 | 2005 | 2006 | 2010 |
| ---- | ---- | ---- | ---- | ---- | ---- | ---- | ---- | ---- |
| 876  | 838  | 730  | 866  | 880  | 864  | 903  | 899  | 988  |

| 2015  | 2020  | 2022  | - | - | - | - | - | - |
| ----- | ----- | ----- | - | - | - | - | - | - |
| 1 076 | 1 145 | 1 161 | - | - | - | - | - | - |

| Village                | Population en 2005 |
| ---------------------- | ------------------ |
| le Bourg               | 120                |
| les Sagnettes          | 121                |
| les Baisles            | 11                 |
| le Soupt               | 21                 |
| la Brousse             | 58                 |
| Chanteloup             | 33                 |
| les Mazeaux            | 43                 |
| les Falvards           | 38                 |
| les Chartres           | 29                 |
| Laisle                 | 36                 |
| Tazenat                | 17                 |
| Pery                   | 37                 |
| Puy Gilbert            | 10                 |
| les Forges             | 30                 |
| Chauviat               | 17                 |
| Joinsattes             | 25                 |
| Laligier               | 17                 |
| Chalusset              | 26                 |
| Sagne Vieille          | 6                  |
| Bogros                 | 16                 |
| Rochegude              | 10                 |
| les Suchets            | 30                 |
| les Sattes             | 8                  |
| les Etremailles        | 14                 |
| Bort                   | 13                 |
| les Petits Mazeaux     | 13                 |
| les Gannes             | 9                  |
| les Reures             | 6                  |
| la Tour Serviat        | 3                  |
| le Moulin des Desniers | 4                  |
| les Peytoux            | 2                  |
| Pont de Pery           | 5                  |
| la Rivière             | 1                  |
| les Berthes            | 7                  |
| les Eydieux            | 0                  |
| les Desniers           | 4                  |
| les Palles             | 7                  |
| Moulin des Palles      | 4                  |
| le Puy Saint Bonnet    | 0                  |
| les Incas              | 2                  |
| la Prade               | 2                  |
| la Potence             | 11                 |
| les Prés de Morge      | 0                  |
| le Moulin de Montpied  | 2                  |

## Culture locale et patrimoine

### Lieux et monuments
- L'intersection du 46e parallèle nord et du 3e méridien à l'est de Greenwich se trouve sur le territoire de la commune (voir aussi le Degree Confluence Project).
- Un souterrain médiéval a été découvert en 2010 dans le hameau de Chauviat. Il s'agit d'un souterrain-refuge, creusé dans le tuf et doté d'entrées multiples et de goulots d'étranglement. Il était associé à un habitat de surface. La cavité est remarquablement conservée. Les vestiges découverts par une équipe d'archéologues de la DRAC Auvergne permettent de le dater de la période fin XIIIe - début XIVe siècle.
- Le Gour de Tazenat, ancien maar volcanique, situé dans l'extrémité nord de la chaîne des Puys.

### Personnalités liées à la commune
- Arletty, actrice française (Courbevoie °15 mai 1898, † Paris 23 juillet 1992). Dans son enfance, elle fit souvent des séjours chez sa grand-mère Dautreix[32].